# NCT 127
NCT 127 (кор. 엔시티 127; романизация: ensiti il-i-chil) — южнокорейский бойбенд, второй официальный саб-юнит бойбенда NCT, сформированный в 2016 году компанией SM Entertainment. Изначальный состав, дебютировавший 1 июля 2016 года, состоял из семи человек: Тэёна (он же лидер юнита), Юты, Джэхёна, ВинВина, Марка и Хэчана; они выпустили одноимённый мини-альбом, который имел коммерческий успех и обеспечил коллективу награду «Лучший новичок года» на различных музыкальных премиях. Через пять месяцев после дебюта, в декабре, были добавлены Доён и Джонни, а в сентябре 2018 года к юниту присоединился Чону. Состав из десяти человек стал первым официально фиксированным (то есть без изменений) среди всех юнитов NCT.
С момента дебюта NCT 127 выпустили три студийных альбома, три переиздания и четыре мини-альбома в Южной Корее. В 2017 году группа получила признание после выхода сингла «Cherry Bomb», который определил не только звучание коллектива, но и стал их самой известной песней. В 2018 году, после выхода первого студийного альбома Regular-Irregular, NCT 127 получили признание и на международном рынке, закрепив статус одной из самых популярных южнокорейских групп в мире. Группа также дебютировала в Японии под эгидой лейбла Avex Trax, выпустив там мини-альбом и студийный альбом. В апреле 2019 года юнит подписал контракт с Capitol Records и Caroline Distribution для поддержки американского и международного продвижения, и в мае 2020 года группа выпустила второй студийный альбом Neo Zone, который стал их первым альбомом, попавшим в топ-5 главного американского альбомного чарта и первым релизом с момента дебюта, суммарные продажи которого составили миллион копий.

## Название и предыстория
Название юнита является акронимом от выражения Neo Culture Technology, что символизирует неограниченное число участников, а «127» — обозначение координаты долготы Сеула, где и была создана группа.
В январе 2016 года Ли Су Ман, основатель SM Entertainment, провёл пресс-конференцию в SM Coex Artium, названную «SMTOWN: New Culture Technology 2016». В планах у компании был дебют новой мужской группы с «неограниченным» числом участников, которые будут продвигаться не только в Корее, но и в других азиатских странах. Название группы — акроним от Neo Culture Technology.
NCT стали первой новой группой агентства с момента дебюта Red Velvet в августе 2014 года, и первой мужской группой с момента дебюта EXO в апреле 2012 года. Су Ман также заявил, что дебют первого юнита состоится в первой половине года в Сеуле и Токио, а позднее юниты будут в Китае, Юго-Восточной Азии и Латинской Америке. 1 июля было объявлено, что второй саб-юнит получил название NCT 127 и будет продвигаться в Корее. Группа определяет своей моделью для подражания Джастина Бибера.

## Карьера

### 2013—16: Формирование и дебют

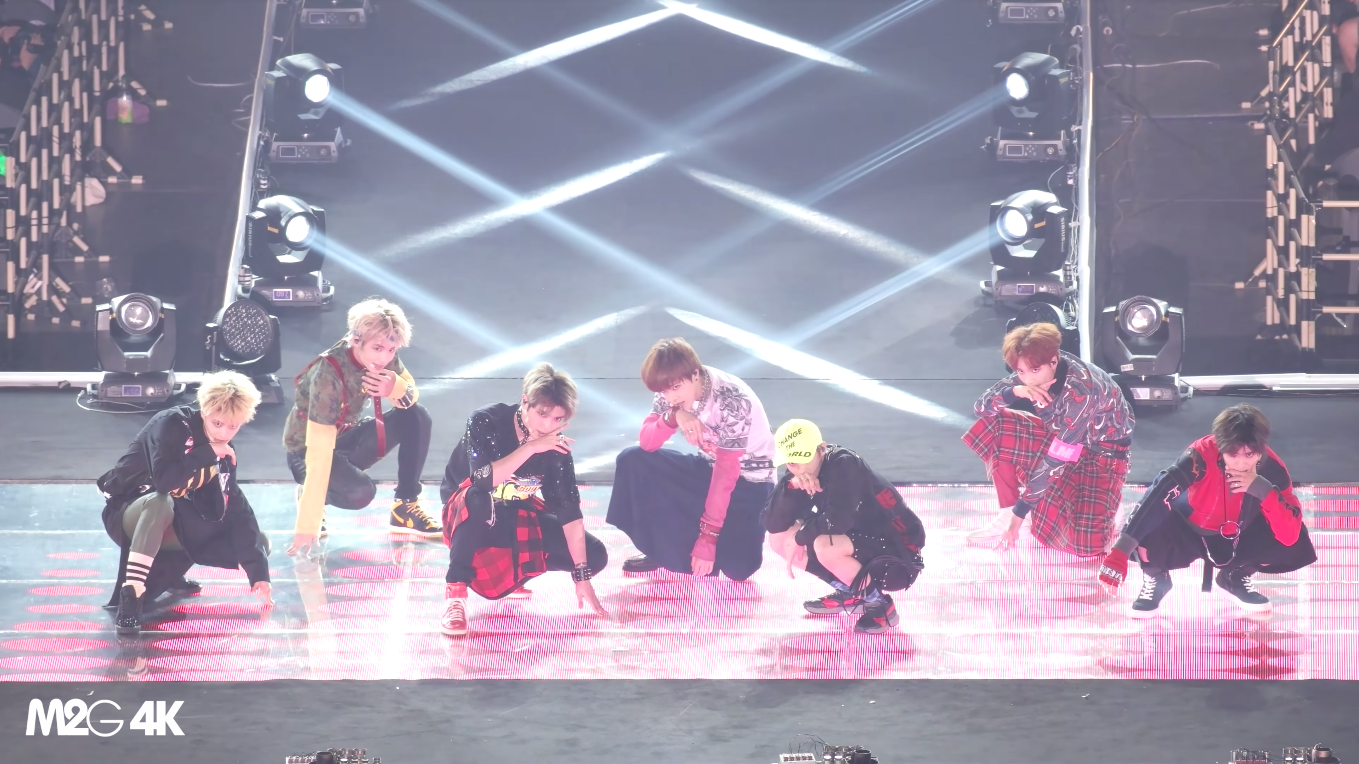
NCT 127 выступают на концерте в честь предстоящих Зимних Олимпийских игр в Пхёнчхане, 7 сентября 2016 года

Все десять участников NCT 127 изначально были представлены в предебютной команде SM Rookies в 2013 году. Джонни присоединился к SM в 2007 году после прослушивания в Чикаго, а Юта и Марк прошли через кастинги в Осаке и Ванкувере в 2012 году. В том же году Тэён и Джэхён также присоединились к агентству через кастинг в Корее, и были первыми, представленными через SM Rookies. Тэиль пришёл в SM в 2013 году, хотя, по собственному признанию, не планировал становиться айдолом. Доён и Донхёк также пришли в агентство немного позже Тэёна и Джэхёна, ВинВин был представлен 5 января 2016 года, а Чону — 17 апреля 2017 года.
До официального дебюта у нескольких участников была деятельность в рамках SM Rookies; в июле 2014 года Тэён выпустил клип «Open the Door», а осенью участвовал в записи второго сингла Red Velvet «Be Natural». Затем он присоединился к Джонни, Марку, Донхёку, Юте и Джэхёну для участия в шоу «Exo 90:2014». С января по июнь 2015 года Доён и Джэхён были ведущими на Show Champion, а в июле Марк и Донхёк присоединились к шоу «Клуб Микки Мауса». В сентябре участники начали съёмки в реалити-шоу «Шоу SMRookies» в Сеуле, и в феврале программа снималась уже в Бангкоке. 5 января 2016 года был представлен ВинВин, а три недели спустя Тэиль выпустил саундтрек «Because Of You» для дорамы «Бог торговли». В апреле было запущено реалити-шоу «NCT Life». Тэён, Тэиль, Джэхён, Марк, Юта, ВинВин и Донхёк (под новым сценическим псевдонимом Хэчан) были утверждены как участники нового саб-юнита NCT, которые готовились к дебюту в июле.
7 июля был выпущен дебютный видеоклип «Fire Truck», и в тот же день NCT 127 выступили на M!Countdown. 10 июля на CD и в цифровом формате был выпущен дебютный мини-альбом NCT #127. Он имел коммерческий успех, стартовав со второй строчки Gaon Album Chart, и на третьей неделе продаж достигнув вершины, а также занял второе место в World Albums Chart. В рамках коллаборации с «Кока-кола» группа выпустила корейскую версию сингла «Taste The Feeling» для SM Station 29 июля, а также продолжила промоушен «Fire Truck» на музыкальных шоу. Позднее Юта, Тэён, Джэхён, Марк и ВинВин сотрудничали с W Korea и модельным агентством ESteem, выступив с ранее неизданным треком «Good Thing». 20 декабря был выпущен видеоклип «Switch», который ранее был бонусным треком с дебютного альбома, где также приняли участие другие трейни SMRookies. На церемониях награждения в конце года NCT 127 завоевали награду в категории «Лучшая новая группа» на Asia Artist Awards, Seoul Music Awards, Golden Disk Awards, Mnet Asian Music Awards и Gaon Chart K-Pop Awards.

### 2017: Изменения в составе, прорыв в карьере и японский дебют

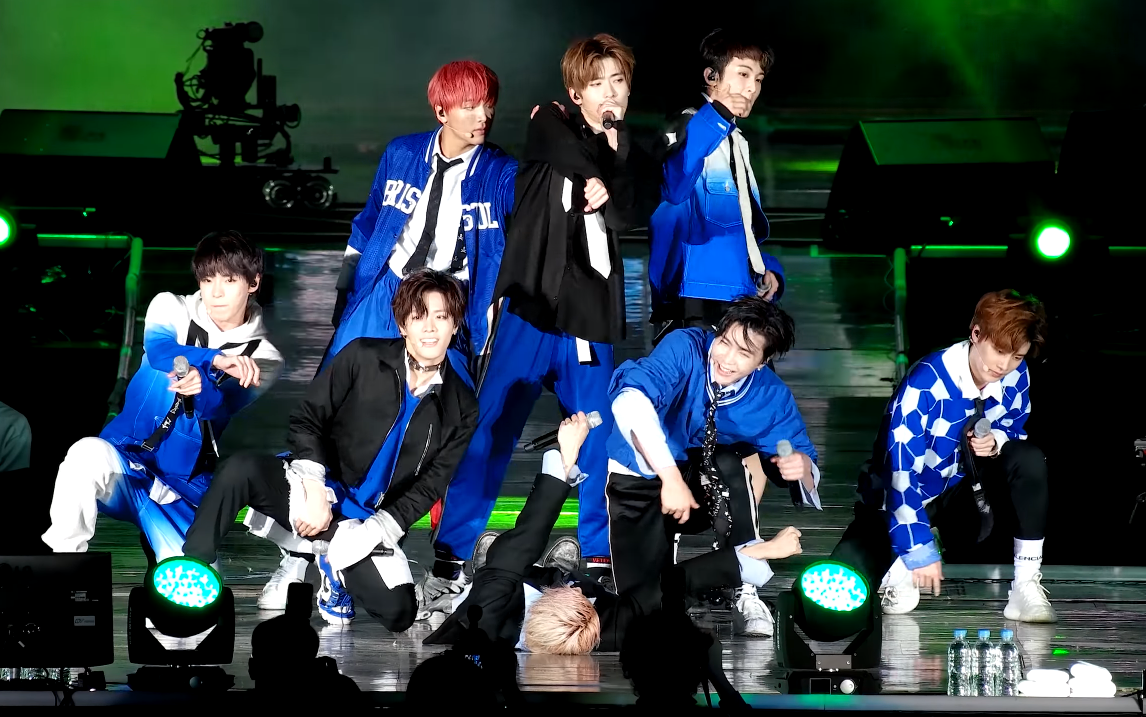
NCT 127 в сентябре 2017 года.

27 декабря 2016 года SM объявили о добавлении Джонни и Доёна, и также стало известно, что новый альбом будет выпущен в следующем месяце. 4 и 5 января 2017 года NCT 127 выпустили две версии своего нового сингла «Limitless». Одноимённый мини-альбом вновь стал успешным, став вторым чарт-топпером группы, и стал № 1 в мировом альбомном чарте. Лид-сингл также получил позитивные отзывы от музыкальных критиков, а онлайн-издание Dazed Digital поместило его в список одной из лучших корейских песен года. 14 июня был выпущен третий мини-альбом Cherry Bomb, одноимённый сингл с которого стал первым в карьере юнита, попавшим в Gaon Digital Chart. 22 июня группа одержала первую победу на M!Countdown. «Cherry Bomb» стала одной из самых узнаваемых песен в карьере NCT 127, а издания Billboard и Idolator назвали её одной из лучших корейских песен года.
Помимо деятельности в Корее, NCT 127 начали выступать и в зарубежных странах, участвуя в ежегодном фестивале корейской музыки (KCON) в Мехико, Лос-Анджелесе и Нью-Йорке. Они также стали первыми корейскими артистами, представленными в списке «Новые артисты недели» от Apple Music, и 25 июня выступили в Apple Store в Уильямсберге. 4 ноября была выпущена японская версия «Limitless», и в декабре стало известно, что юнит подписал контракт с Avex Trax для дальнейшего продвижения на японском рынке.

### 2018: NCT 2018, изменения в составе,Regular-Irregularи перерыв ВинВина

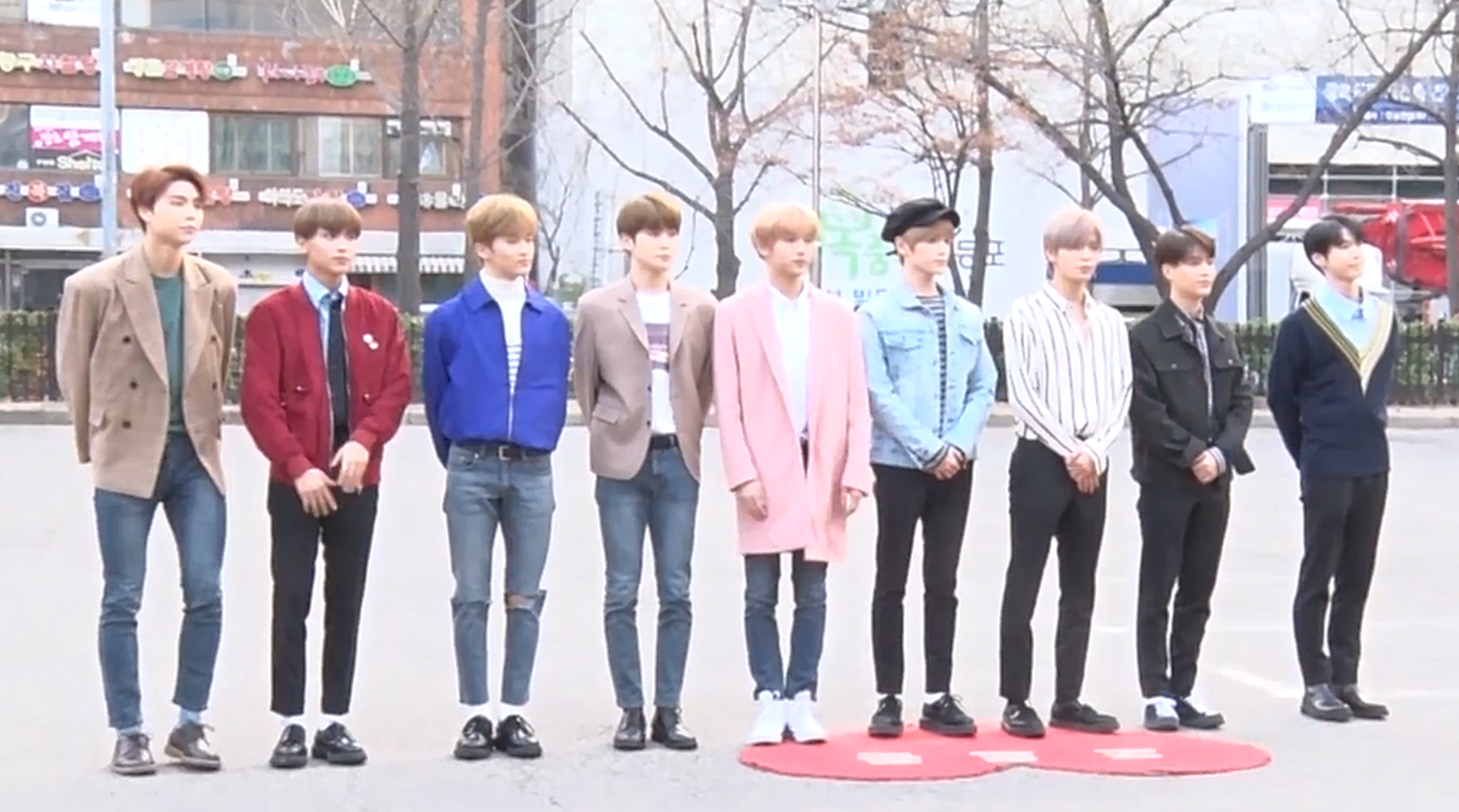
NCT 127 направляются на запись Music Bank, 30 марта 2018 года

В середине января 2018 года SM подтвердил, что участники всех юнитов NCT примут участие в специальном проекте NCT 2018. NCT 127 выпустили сингл «Touch», который стал четвёртым синглом со студийного альбома NCT 2018 Empathy. 23 мая был выпущен дебютный японский мини-альбом Chain, который достиг топ-3 в Oricon Albums Chart. Одноимённый сингл также был успешен, попав в топ-25 Oricon Singles Chart.
17 сентября SM представил новый логотип группы во всех социальных сетях. 1 октября NCT 127 попали в список «Новые артисты» от Apple Music, став первыми корейскими артистами, попавшими в данный топ. 12 октября, в преддверии выпуска нового альбома было объявлено, что Чону присоединится к группе. Ранее Чону дебютировал в составе NCT U в феврале. Regular-Irregular имел успех не только в Корее, получив платиновую сертификацию за 250 тысяч проданных копий, но также дебютировал на 86 месте в Billboard 200, став первым альбомом в карьере группы, попавшим в данный чарт. Группа также выступила на телешоу «Джимми Киммел в прямом эфире» с английской версией «Regular» и «Cherry Bomb», что ознаменовало их первое появление на американском национальном телевидении. 4 ноября NCT 127 вновь выступили на американском телевидении на параде в честь Дня благодарения. Специально для Apple Music коллектив выпустил эксклюзивный цифровой мини-альбом Up Next Session: NCT 127 с английской версией «Cherry Bomb», ремиксами «Fire Truck» и «Regular», а также с новым синглом «What We Talkin’ Bout» в сотрудничестве с американским певцом Мартином Эствэзом. 23 ноября было выпущено переиздание Regular-Irregular — Regulate с синглом «Simon Says». Песня имела успех как в Корее, так и в США, попав в чарт World Digital Songs и новозеландский сингловый чарт. Из-за подготовки к дебюту в WayV ВинВин не присоединился к промоушену переиздания. 19 декабря было объявлено, что Хэчан также возьмёт перерыв в деятельности из-за травм.

### 2019: Мировой тур,Awakenи международное продвижение

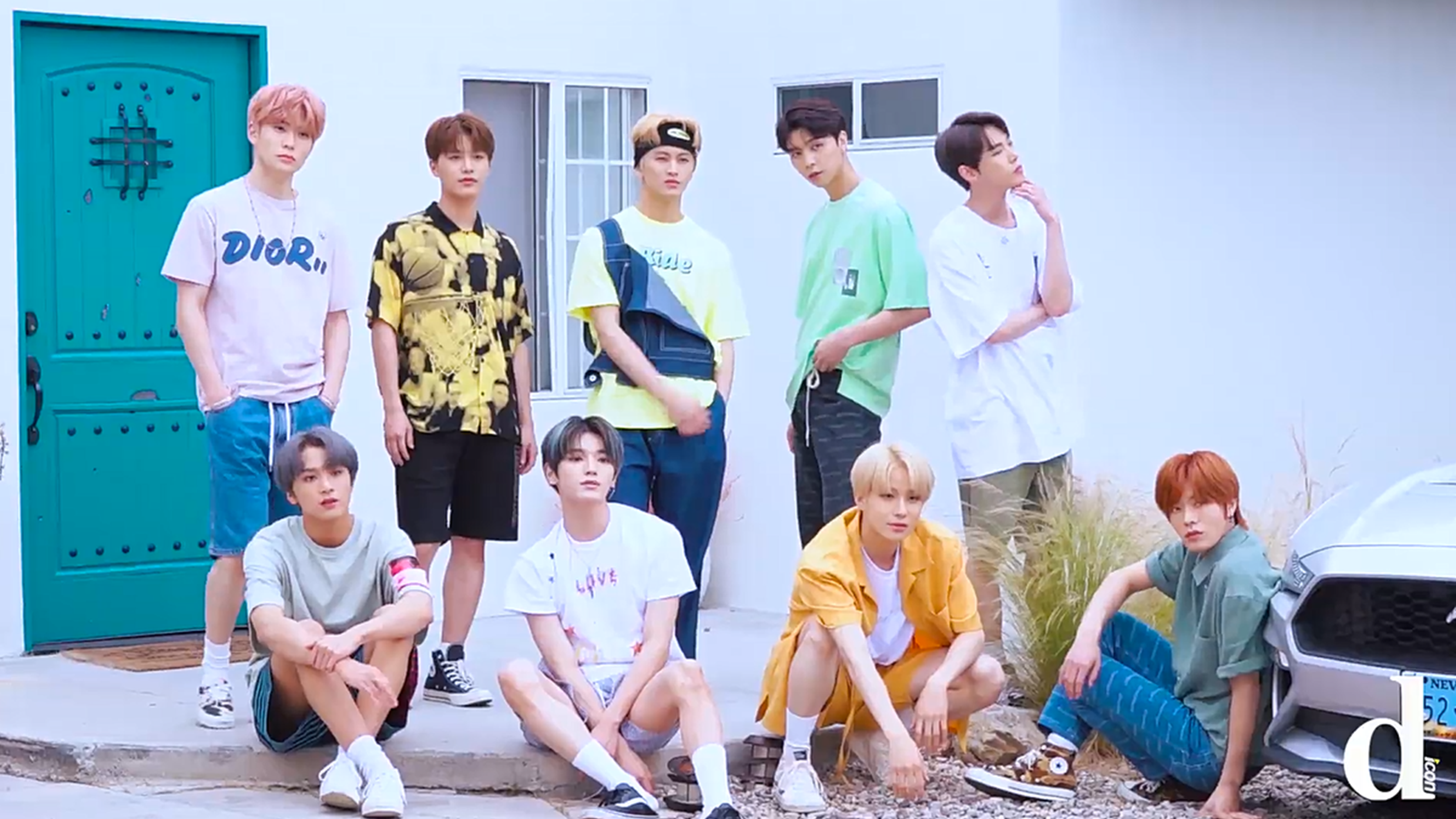
NCT 127 в фотосессии для D-icon Magazine, 5 августа 2019 года

В январе 2019 года NCT 127 анонсировали первый концерт тур Neo City — The Origin с остановками в Корее и Японии с января по март; в апреле и мае состоялись концерты в США, а позднее были добавлены даты в Латинской Америке, Европе и Юго-Восточной Азии с мая по июль. Хэчхан присоединился к группе в марте. Группа также приняла участие в сингле Джейсона Деруло «Let’s Shut Up & Dance» вместе с Исином. 18 марта был выпущен японский сингл «Wakey-Wakey» с альбома Awaken, релиз которого состоялся 17 апреля.
В апреле стало известно, что NCT 127 подписали контракт с Capitol Records и Caroline Distribution для поддержки продвижения не только в США, но и во всём мире. Ввиду американской ветки тура, NCT 127 появились в шоу «С добрым утром, Америка» и «Добрый день, Америка», и стали третьими корейскими артистами, выступившими на данном шоу. 24 мая 2019 года был выпущен четвёртый мини-альбом We Are Superhuman, и ВинВин по-прежнему не продвигался с группой из-за деятельности в WayV. 14 мая, за десять дней до релиза, NCT 127 выступили с синглом «Superhuman» на «Вечернем шоу Джеймса Кордена». С 9 июня на канале dTV началась трансляция шоу «NCT 127, научи меня, Япония!». We Are Superhuman дебютировал на 11 месте в Billboard 200, а также стал № 1 в World Albums Chart. Английская версия «Highway to Heaven» была выпущена как сингл 18 июля. В августе SM объявил, что Чону приостановит деятельность из-за проблем со здоровьем, и в ноябре шла речь о возможном его возвращении в группу в 2020 году.
В сентябре NCT 127 выступили на Global Citizen Festival в Нью-Йорке, а 24 октября был выпущен лайв-альбом Neo City: Seoul − The Origin. 3 ноября они стали первыми корейскими артистами, выступившими на MTV Europe Awards. 28 ноября группа вновь выступила на параде в честь Дня благодарения, став первыми корейскими артистами, посетившими данное мероприятие, а 29 ноября выступили на шоу «Сегодня».

### 2020—2021:Neo Zone,Loveholic,StickerиFavorite

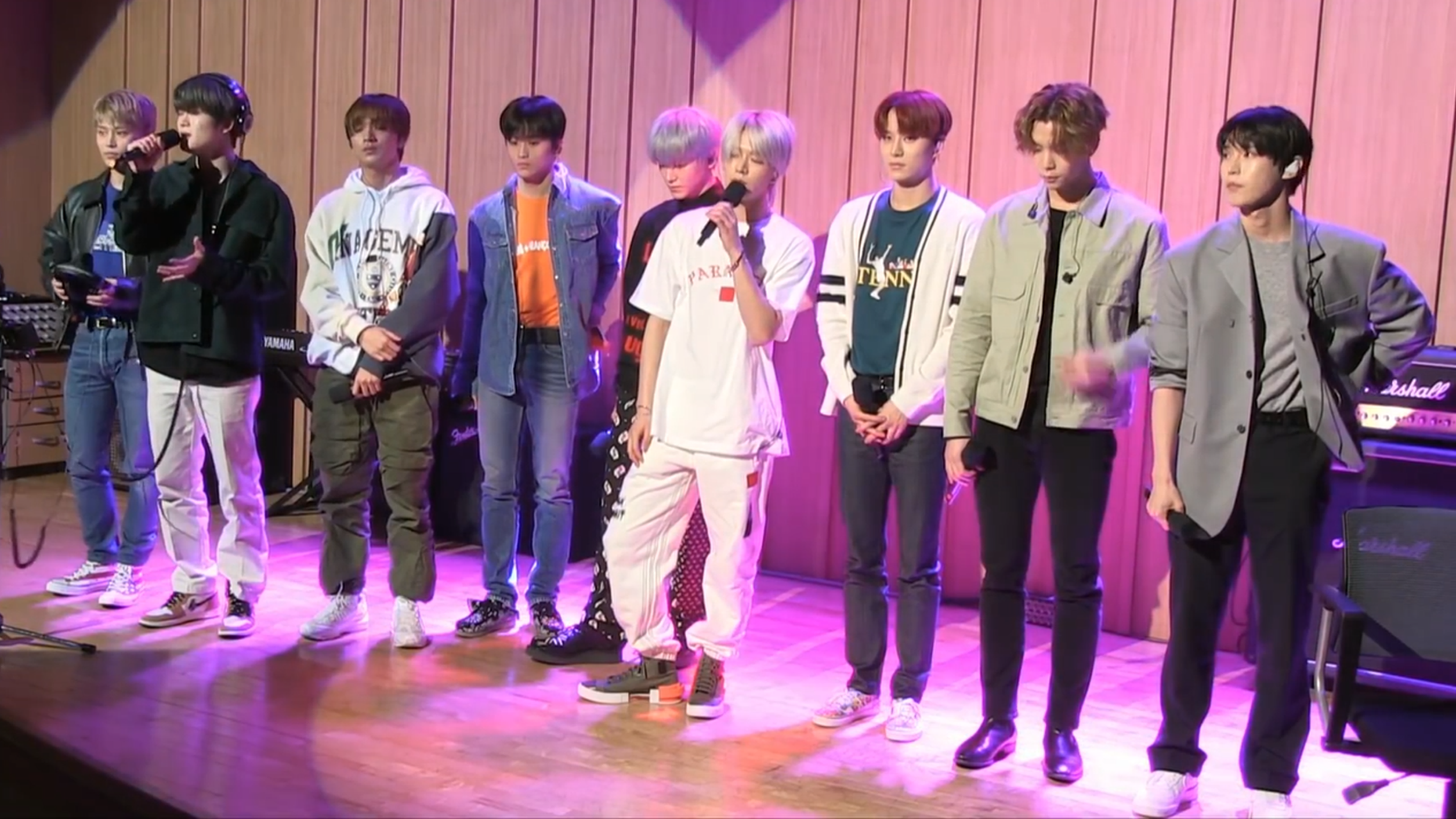
NCT 127 выступают на SBS Power FM, 19 марта 2020 года.

После того, как в ноябре 2019 года NCT 127 закончили свою промо-кампанию в США, 27 января 2020 года они выпустили короткую версию видеоклипа «Dreams Come True». 6 марта был выпущен третий студийный альбом Neo Zone, и было объявлено, что Чону возвращается к деятельности группы. Альбом дебютировал в топ-5 Billboard 200. За первый месяц продажи составили более 700 тысяч копий, что стало лучшим результатом в карьере группы. 10 марта NCT 127 выступили на RodeoHouston. В июне планировался старт американской ветки тура Neo Zone — The Awards, но все концерты отменили в связи с распространением новой коронавирусной инфенкции.
В апреле NCT 127 стали представителями корейского косметического бренда Nature Republic. 17 мая состоялся онлайн-концерт на платформе Beyond Live; было продано 104 тысячи электронных билетов, и шоу транслировалось в 129 странах. 19 мая было выпущено переиздание Neo Zone — Neo Zone: The Final Round; суммарные продажи оригинального альбома и переиздания преодолели порог в 1 миллион копий, став первым альбомом в карьере NCT 127, достигшим такого результата.
Группа воссоединилась с остальной частью NCT и выпустили второй студийный альбом NCT 2020 Resonance Pt. 1, который вышел 12 октября. В альбом вошла песня NCT 127 «Music, Dance».
17 февраля 2021 года NCT 127 выпустили второй мини-альбом Loveholic.
4 июня NCT 127 совместно с Amoeba Culture выпустили цифровой сингл «Save».
28 июня SM выпустили презентацию о будущем компании и возвращении своих артистов. В презентации было показано, что группа планирует выпустить третий студийный альбом и переиздание. Третий студийный альбом Sticker был выпущен 17 сентября с одноимённым ведущим синглом. Альбом был продан в размере 2,2 миллиона копий.
25 октября группа выпустила Favorite, переиздание Sticker, в которой представлены три новых трека, в том числе ведущий сингл «Favorite (Vampire)». Тираж переиздания составил 1,06 миллиона копий при продаже по предварительному заказу и разошелся тиражом более 1,1 миллиона копий за неделю после релиза. По состоянию на 3 ноября 2021 года, Sticker и Favorite разошлись общим тиражом 3,58 миллиона копий, что делает его самым продаваемым альбомом артиста SM Entertainment.
17 декабря NCT 127 начали свое второе мировое турне с трех концертов в Gocheok Sky Dome в Сеуле, продвигаемое как NCT 127 2nd Tour «Neo City: Seoul — Link».

### 2022—н.в:2 Baddies, мировой тур, документальный фильмNCT 127: The Lost Boys,Fact Check
С 22 мая по 26 июня NCT 127 продолжили свое мировое турне с Neo City: Japan — The Link. Они выступили с пятью аншлаговыми концертами в Tokyo Dome в Токио, Vantelin Dome в Нагое и Kyocera Dome в Осаке, собрав в общей сложности 220 000 зрителей. Это знаменует NCT 127 как первое подразделение NCT, отправившееся в турне dome по Японии. Позже они выступили на Сингапурском крытом стадионе в Сингапуре и на SM Mall of Asia Arena в Маниле, Филиппины, собрав 12 000 и 15 000 зрителей соответственно.
16 сентября NCT 127 вернулись со своим четвёртым студийным альбомом 2 Baddies и одноимённым заглавным треком к нему. Альбом разошелся тиражом 1,5 миллиона копий за первую неделю, став самым продаваемым альбомом SM Entertainment за неделю своего дебюта. В чарте Billboard 200 в Соединенных Штатах альбом разошелся тиражом 55 000 копий за первую неделю и дебютировал на третьей строчке, став третьим альбомом группы, дебютировавшим в первой пятерке, и их вторым альбомом подряд, дебютировавшим на третьей строчке. Это сделало NCT 127 вторыми K-pop артистами, дебютировавшим с тремя альбомами в топ-5 чарта, после BTS. 2 Baddies также стал самым высокооплачиваемым альбомом группы в австралийском чарте ARIA, дебютировав на третьей строчке. Продажи альбома превысили 3,2 миллиона в январе 2023 года после выхода его переиздания под названием Ay-Yo, что сделало его вторым альбомом NCT 127 с трехмиллионными продажами.
6 октября NCT 127 провели концерт с аншлагом в Crypto.com-арена в Лос-Анджелесе, Калифорния, в рамках североамериканского этапа Neo City — The Link. Позже они дали ещё одно аншлаговое шоу в Пруденшал-центр в Ньюарке, штат Нью-Джерси, 13 октября. 22 и 23 октября группа выступила с двухдневным специальным концертом на Сеульском Олимпийском стадионе, крупнейшем концертном стадионе в Южной Корее. Шоу под названием Neo City: Seoul — The Link+, представили новый сет-лист, в который вошли треки с их четвёртого студийного альбома 2 Baddies. NCT 127 продолжили гастроли по Азии в ноябре и декабре 2022 года, дав концерты в Джакарте, Индонезия, и Бангкоке, Таиланде. В январе 2023 года они продолжили свое турне по Северной Америке, выступив в Чикаго, Хьюстоне и Атланте. В том же месяце они провели концерты в Сан-Паулу, Бразилия, Сантьяго, Чили, и Боготе, Колумбия, причем последний из них стал первым масштабным концертом K-pop в стране. NCT 127 завершили турне в Мехико 28 января.
27 мая NCT 127 выступили хедлайнерами фестиваля K-pop музыки M(a)y Concert 2023 в Национальном конференц-центре Королевы Сирикит в Бангкоке, Таиланд. 16 июля они провели свою седьмую фан-встречу под названием Once Upon A 7uly на крытом стадионе Джамсил в Сеуле., Южная Корея.
30 августа Disney+ выпустили оригинальный документальный сериал под названием NCT 127: The Lost Boys. Состоящий из четырёх эпизодов, он посвящен детству участников, их личной жизни до дебюта и их взглядам на международный успех. 6 октября NCT 127 выпустили свой пятый студийный альбом Fact Check вместе с одноимённым заглавным треком.

## Участники
Официально группа состоит из девяти человек (на 2024 год).
| Сценический псевдоним | Настоящее имя                                      | Дата рождения | Позиция в группе                            | Гражданство      |
| --------------------- | -------------------------------------------------- | ------------- | ------------------------------------------- | ---------------- |
| Джонни (кор. 쟈니)    | Со Ён Хо (кор. 서영호), Джон Со (англ. John Seo)   | 09.02.1995    | Ведущий танцор, саб-вокалист, саб-рэпер     | США              |
| Юта (кор. 유타)       | Накамото Юта (яп. 中本悠太)                        | 26.10.1995    | Ведущий танцор, саб-вокалист, саб-рэпер     | Япония           |
| Доён (кор. 도영)      | Ким Дон Ён (кор. 김동영)                           | 01.02.1996    | Главный вокалист                            | Республика Корея |
| Чону (кор. 정우)      | Ким Чон У (кор. 김정우)                            | 19.02.1998    | Ведущий вокалист, ведущий танцор            | Республика Корея |
| Марк (кор. 마크)      | Ли Мин Хён (кор. 이민형), Марк Ли (англ. Mark Lee) | 02.08.1999    | Главный рэпер, главный танцор, саб-вокалист | Канада           |
| Хэчан (кор. 해찬)     | Ли Дон Хёк (кор. 이동혁)                           | 06.06.2000    | Главный вокалист, ведущий танцор            | Республика Корея |

### Неактивные участники
| Сценический псевдоним | Настоящее имя                                     | Дата рождения | Позиция в группе                                                        | Гражданство      | Примечание                                                           |
| --------------------- | ------------------------------------------------- | ------------- | ----------------------------------------------------------------------- | ---------------- | -------------------------------------------------------------------- |
| ВинВин (кор. 윈윈)    | Дун Сы Чен (кит. 董思成, пиньинь dǒng sīchéng)    | 28.10.1997    | Ведущий танцор, саб-вокалист                                            | Китай            | Не участвует в деятельности юнита в связи с деятельностью в WayV.    |
| Тэён (кор. 태용)      | Ли Тхэ Ён (кор. 이태용)                           | 01.07.1995    | Лидер, главный рэпер, главный танцор, саб-вокалист, вижуал, лицо группы | Республика Корея | Не участвует в деятельности юнита в связи с уходом в армию в 2024 г. |
| Джэхён (кор. 재현)    | Чон Юн О (кор. 정윤오), Чон Джэ Хён (кор. 정재현) | 14.02.1997    | Ведущий вокалист, ведущий танцор, саб-рэпер                             | Республика Корея | Не участвует в деятельности юнита в связи с уходом в армию в 2024 г. |

### Бывшие участники
| Сценический псевдоним | Настоящее имя            | Дата рождения | Позиция в группе | Гражданство      |
| --------------------- | ------------------------ | ------------- | ---------------- | ---------------- |
| Тэиль (кор. 태일)     | Мун Тэ Иль (кор. 문태일) | 14.06.1994    | Главный вокалист | Республика Корея |

## Дискография
| Корейские альбомы Студийные альбомы Regular-Irregular (2018) Neo Zone (2020) Sticker (2021) 2 Baddies (2022) Fact Check (2023) Walk (2024) Мини-альбомы NCT #127 (2016) Limitless (2017) Cherry Bomb (2017) Up Next Session: NCT 127 (2018) We Are Superhuman (2019) | Японские альбомы Студийные альбомы Awaken (2019) Мини-альбомы Chain (2018) Loveholic (2021) |  |

## Концерты и туры

### Хэдлайнеры
- NCT 127 2nd Tour 'NEO CITY — The Awards' (2020; отменён)
- NCT 127 2nd Tour 'Neo City — The Link' (2022—2023)

### Онлайн-концерты
- NCT 127 1st Tour 'NEO CITY — The Origin' (2020)

### Участие в концертах
- SM Town Live World Tour VI (2017—2018)
- SM Town Special Stage 2019 in Santiago (2019)
- SM Town Live 2019 in Tokyo (2019)
- NCT: Resonance 'Global Wave' (2020)
- SM Town LIVE «Culture Humanity» (2021)
- SM Town Live 2022: SMCU Express at Kwangya (2022)
- SM Town Live 2022: SMCU Express at Human City Suwon (2022)
- SM Town Live 2022: SMCU Express at Tokyo (2022)
- SM Town Live 2023: SMCU Palace at Kwangya (2023)

## Награды и номинации
Apple Music назвал NCT 127 «Лучшим артистом недели» после выхода альбома Cherry Bomb. Они также одерживали победу в номинации «Лучший новый артист» на Mnet Asian Music Awards, Golden Disk Awards и Seoul Music Awards.